# インフィニティ・EX
EXは、日産が製造、インフィニティブランドで販売していた自動車である。

## 概要
プラットフォームにFXやスカイラインと共通のFMプラットフォームを採用するクロスオーバーSUV。GシリーズのクロスオーバーSUV版とも言える車ではあるが、ホイールベースがGシリーズと比べて50mm短縮されているため、よりコンパクトな設計を行い、インフィニティチャンネルとしてはエントリーモデルの役割も果たしている。生産は日産自動車栃木工場が担当する。
北米、欧州、韓国、中国で販売されており、インフィニティブランドを展開していない日本国内においては、2009年7月より「スカイラインクロスオーバー」の名で導入されていた。2014年モデルより「QX50」に改名された。

### メカニズム
プラットフォームは、Gシリーズ（V36型スカイライン）と同じFR-Lプラットフォームを採用している。
エンジンは欧州仕様車を除いてV6 3.5L VQ35HR型エンジンが搭載され、トランスミッションは当初5速ATのみの設定となったが、欧州仕様車と日本仕様のスカイラインクロスオーバーについてはV6 3.7L VQ37VHR型と7速ATの組み合わせのみが設定され、北米仕様車も2011年モデルからエンジンはVQ35HR型のまま7速ATが採用された。また、駆動方式はFRと4WDがあり、後者はATTESA E-TSを採用している。また、中国仕様車には2.5L VQ25HR型エンジンを搭載し、7速ATが組み合わせられる「EX25」が設定されているほか、欧州仕様車には「EX37」のほか、2010年夏よりV6 3L ディーゼルエンジンのV9X型を搭載する「EX30d」も設定される。
車間制御技術としてインテリジェントクルーズコントロール及びブレーキアシストが採用され、車線逸脱防止技術としてレーンディパーチャーウォーニングが採用されている。またアラウンドビューモニターもオプション設定されている。

### 年表
2007年4月
ニューヨーク国際オートショーにインフィニティEXコンセプトを出展。
2007年12月
北米市場で販売開始。
2008年3月
ジュネーブモーターショーにインフィニティEX37を出展。
2008年秋
ヨーロッパにてインフィニティEX37を発表・発売。
2009年7月13日
日本国内において「スカイラインクロスオーバ－」として日産ブランドで販売開始。
2010年10月19日
北米市場において2011年モデルを発売。
2013年7月
「QX50」に改名。

## 販売

### 日本
当初は日本国内では正規販売はされておらず、専業店などから並行輸入車として販売されていたが、2009年7月から2016年6月までスカイラインクロスオーバーとして日産ブランドで発売された。なお、エンジンは欧州仕様車と同一のVQ37VHR型を搭載する。

### 欧州
2008年3月に開催されたジュネーブモーターショーにて、2008年秋からヨーロッパで展開するインフィニティブランドの
発表を行った際、EXシリーズがEX37として発表された。その名が示すとおり、Gクーペに搭載されているVQ37HR型エンジンを搭載し、さらに新開発のジヤトコ製7速スポーツモード付オートマチックが組み合わされることになった。